# Schäften

Geschäftete Bohlenenden

Schäften oder Schäftung ist eine Methode, mehrere Werkstücke miteinander zu verbinden. Ein Gerät mit einem Schaft ist besser zu handhaben.
Schon in der Vor- und Frühgeschichte wurden zwei Elemente durch Schäften zu Werkzeugen oder Waffen verbunden. Siehe: Schäftung (Vor- und Frühgeschichte)
In der modernen Verbindungstechnik bedeutet Schäften im engeren Sinn, dass zwei zu verbindende Teile an der jeweiligen Kontaktfläche in einem spitzen Winkel abgeschrägt werden.

## Schäften als Holzverbindung

Fertige Schäftung. Durch das schräge Anschneiden ist eine viel größere Kontaktfläche entstanden.

Bei einer geschäfteten Holzverbindung werden zwei längliche Holzteile (Stab, Leiste, anderes Schnittholz) zu einem längeren Stück fest verbunden; es ergibt sich ein tragender faserparalleler Längsstoß (DIN 1052-1 und 1052-2). Die zu verbindenden Enden der Teile werden abgeschrägt, hierbei darf die Klebeflächenneigung (Verhältnis Verbindungslänge zu Bauteildicke bzw. -höhe) {\displaystyle {\tfrac {10}{1}}} nicht übersteigen ({\displaystyle l/h\leq 10/1}).

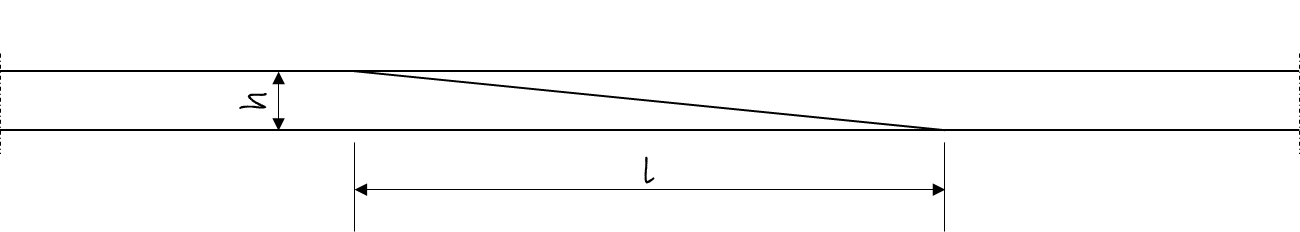
Klebeflächenneigung bei einer Schäftung. Das Verhältnis der Verbindungslänge zur Bauteilhöhe darf nicht größer als sein. Als Faustformel wird angenommen.

Die schrägen Flächen werden aufeinandergelegt und verleimt.
Die schräge Kontaktfläche ist bei Beachtung der Regel {\displaystyle {\tfrac {l}{h}}\leq {\tfrac {10}{1}}} maximal etwas über zehnfach größer (genau: {\displaystyle {\sqrt {101}}}) als zuvor die Stirnfläche. Die Verbindung ist aber auch deshalb stärker, weil die Holzfasern über eine kleine Strecke längs miteinander verklebt werden und nicht nur stumpf aufeinanderstoßen.
Falls das Stück nach dem Verbinden gebogen werden soll, ist mit Schäften eine gleichmäßige Rundung zu erreichen, da sich die Biegesteifigkeit des Stückes nicht auf einer sehr kurzen Strecke sprunghaft ändert, wie dies bei einer stumpfen Verbindung und eingeschränkt auch bei einer Überblattung der Fall ist. Bei der Überblattung ändert sich die Biegesteifigkeit sprunghaft an zwei Stoßstellen. (Sie wird gelegentlich auch als Schäftung bezeichnet, wenn sie zum Verlängern benutzt wird.)

## Schäften von Werkstücken aus Metall
Auch Bleche können durch Schäften und Kleben oder Löten miteinander verbunden werden. Sie werden an ihren Rändern ebenfalls angeschrägt (geschäftet).

## Schäften von Faserverbundwerkstoffen
Bei der Verklebung von Laminaten wird ebenfalls die Methode des Schäftens angewendet. Bei der überlappenden Verklebung zweier Laminate entstehen am Rand der Klebeflächen Schälspannungen. Diese Spannungen wirken senkrecht zur Klebefläche und lösen die Klebepartner unter Zugbelastung voneinander ab. Durch die Methode des Schäftens wird durch Dickenreduzierung in der überlappenden Fläche die Steifigkeit des Laminats zum Rand der Klebefläche reduziert. Dies hat zur Folge, dass ebenfalls die Schälspannungen minimiert werden und somit die Festigkeit der Klebung gesteigert wird.